# Assexualidade

Bandeira do orgulho assexual

Assexualidade ou espectro assexual é a falta total, parcial ou condicional de atração sexual a qualquer pessoa, independente do sexo biológico ou gênero.
Assexuais tendem em sua maioria a apresentar pouco ou inexistente interesse nas atividades sexuais humanas. Assexualidade é considerada uma orientação sexual, sendo também parte do "A" da sigla LGBTQIAPN+.
Embora tal sexualidade abranja também um amplo espectro de subidentidades assexuais conhecido como área cinza ou assexualidade cinza, do qual fazem parte a demissexualidade e sapiossexualidade, duas das mais conhecidas atualmente, quando falamos de assexualidade em seu sentido mais literal, nos referimos à assexualidade estrita e/ou plena, isto é, a pura falta total de desejo sexual.

## Definição, identidade e relacionamentos
Assexualidade às vezes é chamada de ace (uma abreviação fonética de "assexual"), enquanto a comunidade às vezes é chamada de comunidade ace, por pesquisadores ou assexuais. Como existe uma variação significativa entre as pessoas que se identificam como assexuais, a assexualidade pode abranger definições amplas. Os pesquisadores geralmente definem a assexualidade como a falta de atração sexual ou a falta de interesse sexual, mas suas definições variam; eles podem usar o termo "para se referir a indivíduos com desejo ou atração sexual baixa ou ausente, comportamentos sexuais baixos ou ausentes, parcerias não sexuais exclusivamente românticas ou uma combinação de desejos e comportamentos sexuais ausentes". A autoidentificação como assexual também pode ser um fator determinante.
A  Asexual Visibility and Education Network define um assexual como "alguém que não sente atração sexual" e declarou, "outra pequena minoria se considerará assexual por um breve período de tempo enquanto explora e questiona sua própria sexualidade" e que "não existe um teste decisivo para determinar se alguém é assexual. Assexualidade é como qualquer outra identidade - em sua essência, é apenas uma palavra que as pessoas usam para se ajudar a se descobrir. Se a qualquer momento alguém achar a palavra assexual útil para se descrever, nós o encorajamos a usá-la enquanto fizer sentido."
Pessoas assexuais, embora não tenham atração sexual por nenhum gênero, podem se envolver em relacionamentos puramente românticos, enquanto outros não podem. Existem indivíduos com identificação assexual que relatam sentir atração sexual, mas não a inclinação de agir de acordo porque não têm nenhum desejo verdadeiro ou necessidade de se envolver em atividades sexuais ou não sexuais (abraços, mãos dadas, etc.), enquanto outros assexuais se envolvem em carícias ou outras atividades físicas não sexuais. Alguns assexuais participam de atividades sexuais por curiosidade. Alguns podem se masturbar como uma forma solitária de alívio, enquanto outros não sentem necessidade de fazê-lo.
No que diz respeito à atividade sexual em particular, a necessidade ou desejo de masturbação é comumente referido como impulso sexual pelos assexuais e eles o dissociam da atração sexual e de ser sexual; os assexuais que se masturbam geralmente consideram isso um produto normal do corpo humano e não um sinal de sexualidade latente, e podem nem mesmo achar isso prazeroso. Alguns homens assexuais não conseguem ter uma ereção e a atividade sexual tentando a penetração é impossível para eles. Assexuais também diferem em seus sentimentos em relação à prática de atos sexuais: alguns são indiferentes e podem fazer sexo para o benefício de um parceiro romântico; outros são mais fortemente avessos à ideia, embora normalmente não desgostem das pessoas por fazerem sexo.
Muitas pessoas que se identificam como assexuais também se identificam com outros rótulos. Essas outras identidades incluem como eles definem seu gênero e sua orientação romântica. Frequentemente, eles integrarão essas características em um rótulo maior com o qual se identificam. Em relação aos aspectos românticos ou emocionais da orientação sexual ou identidade sexual, por exemplo, os assexuais podem se identificar como heterossexuais, lésbicas, gays, bissexuais, queer, ou pelos seguintes termos para indicar que eles se associam aos aspectos românticos, em vez de sexuais, da orientação sexual:
- arromântico; falta de atração romântica por qualquer pessoa
- birromântico; por analogia ao bissexual
- heterorromântico; por analogia ao heterossexual
- homorromântico; por analogia ao homossexual
- panromântico; por analogia ao pansexual

As pessoas também podem se identificar com a área cinza (tal um cinza-romântico, demirromântico, demissexual ou semissexual) porque sentem que estão entre serem arromânticos e não arromânticos, ou entre a assexualidade e a atração sexual. Embora o termo área cinza possa abranger qualquer pessoa que ocasionalmente sinta atração romântica ou sexual, demissexuais ou semissexuais experimentam atração sexual apenas como um componente secundário, sentindo atração sexual uma vez que uma conexão emocional razoavelmente estável ou ampla tenha sido criada.
Outras palavras e frases únicas usadas na comunidade assexual para elaborar identidades e relacionamentos também existem. Um termo cunhado por indivíduos da comunidade assexual é friend-focused, que se refere a relacionamentos não românticos altamente valorizados. Outros termos incluem squishes e zucchinis, que são paixões não românticas e relacionamentos queer-platônicos, respectivamente. Alguns assexuais usam naipes da carta de baralho ás como identidades de sua orientação assexual: o ás de espadas para os arromânticos, o ás de copas para os romanticos, o ás de ouros para os demissexuais e o ás de paus para os greyssexuais. 
Termos como não assexuais e alossexual são usados para se referir a indivíduos do lado oposto do espectro da sexualidade.
A palavra assexual, no português, foi incorporada pela primeira vez ao dicionário somente em 2021, diferente de assexuada, que se refere a reprodução sem fecundação e já se encontrava em todos os dicionários.

## Pesquisa

### Prevalência

Escala Kinsey de respostas sexuais, que indicam graus de orientação sexual. A escala original incluía uma designação de "X", que indicava uma carência de comportamento sexual.

A maioria dos estudiosos concorda que a assexualidade é rara, constituindo 1% ou menos da população. Assexualidade não é um novo aspecto da sexualidade humana, mas é relativamente nova ao discurso público. S.E. Smith do The Guardian não tem a certeza de que assexualidade realmente aumentou, mas tende a acreditar que está simplesmente mais visível. Alfred Kinsey avaliou indivíduos de 0 a 6 de acordo com sua orientação sexual de  heterossexual a homossexual, conhecido como a escala de Kinsey. Ele também incluiu a categoria à qual chamou  "X" para indivíduos com "nenhuns contactos ou reações afeto-sexuais." EKinsey rotulou 1,5% da população adulta masculina como X.resentar assexualidade, o estudioso Justin J. Lehmiller declarou, "a classificação X de Kinsey enfatizou uma carência de comportamento sexual, enquanto a definição moderna de assexualidade enfativa uma carência de atração sexual. Assim, a Escala de Kinsey pode não ser suficiente para classificação precisa de assexualidade." Kinsey rotulou 1,5% da população adulta masculina como X. Em seu segundo livro, Sexual Behavior in the Human Female, ele reportou sua discriminação de indivíduos que são X: mulheres não-casadas (14 -19%), mulheres casadas (1 - 3%), mulheres anteriormente casadas (5 - 8%), homens não-casados (3 - 4%), homens casados (0%), e homens anteriormente casados (1 - 2%). Vale ressaltar que a escala Kisney atualmente não é amplamente utilizada por estudiosos, sendo abandonadas por conceitos julgados mais modernos e tampouco por populares.
Outros dados empíricos sobre uma demografia assexual apareceram em 1994, quando uma equipe de pesquisa no Reino Unido realizou uma pesquisa abrangente com 18.876 residentes britânicos, estimulada pela necessidade de informações sexuais após a pandemia da AIDS. A pesquisa incluiu uma pergunta sobre atração sexual, para a qual 1,05% dos entrevistados responderam que "nunca se sentiram sexualmente atraídos por ninguém". O estudo desse fenômeno foi continuado pelo pesquisador canadense de sexualidade Anthony Bogaert em 2004, que explorou a demografia assexual em uma série de estudos. A pesquisa de Bogaert indicou que 1% da população britânica não sente atração sexual, mas ele acreditava que o número de 1% não era um reflexo preciso da porcentagem provavelmente muito maior da população que poderia ser identificada como assexual, observando que 30% das pessoas contatadas para a pesquisa inicial optaram por não participar da pesquisa.Visto que pessoas com menos experiência sexual são mais propensas a se recusar a participar de estudos sobre sexualidade, e os assexuais tendem a ter menos experiência sexual do que as pessoas sexuais, é provável que os assexuais estejam sub-representados nos participantes que responderam. O mesmo estudo descobriu que o número de homossexuais e bissexuais somados chega a cerca de 1,1% da população, o que é muito menor do que indicam outros estudos.
Comparando o valor de 1% de Bogaert, um estudo de Aicken et al.,publicado em 2013, sugere que, com base nos dados do Natsal-2 de 2000-2001, a prevalência de assexualidade na Grã-Bretanha é de apenas 0,4% para a faixa etária de 16 a 44 anos. Esta porcentagem indica uma diminuição em relação ao valor de 0,9% determinado a partir dos dados do Natsal-1 coletados na mesma faixa etária uma década antes. Uma análise de 2015 por Bogaert também encontrou um declínio semelhante entre os dados do Natsal-1 e do Natsal-2. Aicken, Mercer e Cassell encontraram algumas evidências de diferenças étnicas entre os entrevistados que não experimentaram atração sexual; homens e mulheres de origem indiana e paquistanesa tiveram maior probabilidade de relatar a falta de atração sexual.
Em uma pesquisa realizada pela YouGov em 2015, 1.632 adultos britânicos foram convidados a tentar se posicionar na escala de Kinsey. 1% dos participantes respondeu "Sem sexualidade". A repartição dos participantes foi de 0% homens, 2% mulheres; 1% em todas as faixas etárias.

### Orientação sexual, saúde mental e causa
Há um debate significativo sobre se a assexualidade é ou não uma orientação sexual. Foi comparado e igualado a Síndrome do desejo sexual hipoativo (DSH), em que ambos implicam uma falta geral de atração sexual por alguém; DSH tem sido usado para medicalizar a assexualidade, mas a assexualidade geralmente não é considerada um distúrbio ou disfunção sexual (como anorgasmia, anedonia, etc.), porque não necessariamente define alguém como tendo um problema médico ou problemas relacionados a outras pessoas socialmente. Ao contrário das pessoas com DSH, as pessoas assexuais normalmente não experimentam "angústia acentuada" e "dificuldade interpessoal" em relação aos sentimentos sobre sua sexualidade, ou geralmente falta de excitação sexual; a assexualidade é considerada a falta ou ausência de atração sexual como uma característica duradoura. Um estudo descobriu que, em comparação com indivíduos DSH, assexuais relataram níveis mais baixos de desejo sexual, experiência sexual, angústia relacionada ao sexo e sintomas depressivos. Os pesquisadores Richards e Barker relatam que os assexuais não têm taxas desproporcionais de alexitimia, depressão ou transtornos de personalidade. Algumas pessoas, entretanto, podem se identificar como assexuais, mesmo que seu estado não sexual seja explicado por um ou mais dos distúrbios mencionados acima.
O primeiro estudo que forneceu dados empíricos sobre os assexuais foi publicado em 1983 por Paula Nurius, a respeito da relação entre orientação sexual e saúde mental. 689 sujeitos - a maioria dos quais eram estudantes em várias universidades nos Estados Unidos tendo aulas de psicologia ou sociologia - participaram de várias pesquisas, incluindo quatro escalas de bem-estar clínico. Os resultados mostraram que os assexuais têm maior probabilidade de ter baixa autoestima e maior probabilidade de ficarem deprimidos do que os membros de outras orientações sexuais; 25,88% dos heterossexuais, 26,54% bissexuais (chamados de "ambissexuais"), 29,88% dos homossexuais e 33,57% dos assexuais relataram ter problemas de autoestima. Uma tendência semelhante existia para a depressão. Nurius não acreditava que conclusões firmes pudessem ser tiradas disso por vários motivos.
Em um estudo de 2013, Yule et al. examinou as variações de saúde mental entre heterossexuais, homossexuais, bissexuais e assexuais caucasianos. Os resultados de 203 participantes do sexo masculino e 603 do sexo feminino foram incluídos nas descobertas. Yule et al. descobriram que participantes assexuais do sexo masculino eram mais propensos a relatar ter um transtorno de humor do que outros homens, particularmente em comparação aos participantes heterossexuais. O mesmo foi verificado para participantes assexuais do sexo feminino em relação às heterossexuais; no entanto, mulheres não assexuais e não heterossexuais tiveram as taxas mais altas. Participantes assexuais de ambos os sexos eram mais propensos a ter transtornos de ansiedade do que os participantes heterossexuais e não heterossexuais, assim como eram mais propensos do que os participantes heterossexuais a relatar ter tido sentimentos suicidas recentes. Yule et al. levantaram a hipótese de que algumas dessas diferenças podem ser devido à discriminação e outros fatores sociais.
Com relação às categorias de orientação sexual, a assexualidade pode ser argumentada como não sendo uma categoria significativa a ser adicionada ao continuum e, em vez disso, como a falta de orientação sexual ou sexualidade. Outros argumentos propõem que a assexualidade é a negação da sexualidade natural de alguém e que é um distúrbio causado pela vergonha da sexualidade, ansiedade ou abuso sexual, às vezes baseando essa crença em assexuais que se masturbam ou ocasionalmente se envolvem em atividades sexuais simplesmente para agradar um parceiro romântico. Dentro do contexto das políticas de identidade de orientação sexual, a assexualidade pode cumprir pragmaticamente a função política de uma categoria de identidade de orientação sexual.
A sugestão de que a assexualidade é uma disfunção sexual é controversa entre a comunidade assexual. Aqueles que se identificam como assexuais geralmente preferem que seja reconhecida como uma orientação sexual. Os estudiosos que argumentam que a assexualidade é uma orientação sexual podem apontar para a existência de diferentes preferências sexuais. Eles e muitos assexuais acreditam que a falta de atração sexual é válida o suficiente para ser categorizada como orientação sexual. Os pesquisadores argumentam que os assexuais não optam por não ter desejo sexual e geralmente começam a descobrir suas diferenças em comportamentos sexuais na adolescência. Por causa desses fatos virem à tona, é argumentado que a assexualidade é mais do que uma escolha comportamental e não é algo que pode ser curado como um distúrbio. Há também uma análise sobre se a identificação como assexual está se tornando mais popular.
A pesquisa sobre a etiologia da orientação sexual quando aplicada à assexualidade tem o problema de definição de orientação sexual não sendo consistentemente definida pelos pesquisadores. Embora a heterossexualidade, a homossexualidade e a bissexualidade sejam geralmente, mas nem sempre, determinadas durante os primeiros anos da vida pré-adolescente, não se sabe quando a assexualidade é determinada. "Não está claro se essas características [no caso, "falta de interesse ou desejo por sexo"] são consideradas para a vida toda ou se podem ser adquiridas".
Um critério geralmente usado para definir a orientação sexual é que ela seja estável ao longo do tempo. Em uma análise de 2016 no Archives of Sexual Behavior, Brotto et al. encontraram "apenas um apoio fraco" para este critério sendo atendido entre indivíduos assexuais. Uma análise de dados do National Longitudinal Study of Adolescent to Adult Health, de Stephen Cranney, descobriu que, de 14 indivíduos que não relataram atração sexual na terceira onda do estudo (quando os indivíduos tinham idades entre 18 e 26), apenas 3 continuaram a se identificar dessa forma na quarta onda, seis anos depois. No entanto, Cranney observa que a identificação assexual na terceira onda ainda era significativa como um indicador de identificação assexual na onda subsequente. Em um comentário subsequente, Cranney afirmou que a interpretação desses dados foi complicada pela ausência de qualquer "padrão quantitativo definido para quanto tempo um desejo sexual deve durar antes de ser considerado estável ou intrínseco o suficiente para ser considerado uma orientação".

## Comunidade

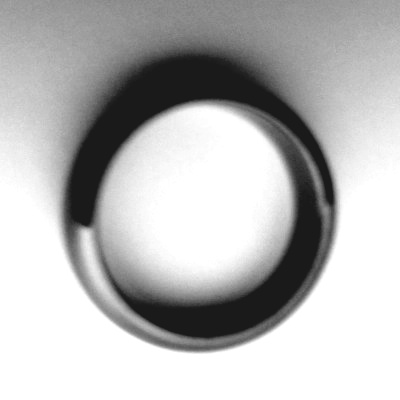
Alguns membros da comunidade assexual optam por usar um anel preto no dedo médio da mão direita como forma de identificação.

Atualmente não existe um trabalho acadêmico que trate da história da comunidade assexual. Embora alguns sites privados para pessoas com pouco ou nenhum desejo sexual existissem na Internet na década de 1990, estudiosos afirmam que uma comunidade de assexuais autoidentificados se fundiu no início do século XXI, ajudada pela popularidade das comunidades online. Volkmar Sigusch afirmou que "Grupos como Leather Spinsters defenderam a vida assexual contra a pressão da cultura" e que "Geraldin van Vilsteren criou a Nonlibidoism Society na Holanda, enquanto o Yahoo oferecia um grupo para assexuais, Haven for the Human Ameba." A Asexual Visibility and Education Network (AVEN) é uma organização fundada pelo ativista norte-americano da assexualidade David Jay em 2001 que se concentra em questões de assexualidade. Seus objetivos declarados são "criar aceitação pública e discussão da assexualidade e facilitar o crescimento de uma comunidade assexual".
Para alguns, fazer parte de uma comunidade é um recurso importante porque muitas vezes relatam ter se sentido condenados ao ostracismo. Embora existam comunidades online, a afiliação com as comunidades online varia. Alguns questionam o conceito de comunidade online, enquanto outros dependem fortemente da comunidade assexual online para apoio. Elizabeth Abbott postula que sempre houve um elemento assexual na população, mas que as pessoas assexuais se mantiveram discretas. Embora o fracasso em consumar o casamento tenha sido visto como um insulto ao sacramento do casamento na Europa medieval, e às vezes tenha sido usado como fundamento para o divórcio ou para declarar a nulidade do casamento, a assexualidade, ao contrário da homossexualidade, nunca foi ilegal, e geralmente passou despercebido. No entanto, no início do século XXI, o anonimato da comunicação online e a popularidade geral das redes sociais online facilitaram a formação de uma comunidade construída em torno de uma identidade assexual comum.
Comunidades como a AVEN podem ser benéficas para quem busca respostas para resolver uma crise de identidade em relação à sua possível assexualidade. Os indivíduos passam por uma série de processos emocionais que culminam na identificação com a comunidade assexual. Eles primeiro percebem que suas atrações sexuais diferem daquelas da maioria da sociedade. Essa diferença leva a questionar se a maneira como eles se sentem é aceitável e os possíveis motivos pelos quais se sentem assim. A tendência é que surjam crenças patológicas, nas quais, em alguns casos, eles podem procurar ajuda médica por sentirem que têm uma doença. A autocompreensão geralmente é alcançada quando eles encontram uma definição que corresponda a seus sentimentos. Comunidades de assexualidade fornecem suporte e informações que permitem que assexuais recém-identificados passem do auto-esclarecimento para a identificação em um nível comunitário, o que pode ser fortalecedor, porque agora eles têm algo com o que se associar, o que dá normalidade a essa situação geral de isolamento social.
Organizações assexuais e outros recursos da Internet desempenham um papel fundamental em informar as pessoas sobre a assexualidade. A falta de pesquisas torna difícil para os médicos entenderem a causa. Como acontece com qualquer orientação sexual, a maioria das pessoas assexuais se auto identificam. Isso pode ser um problema quando a assexualidade é confundida com um problema de intimidade ou de relacionamento ou com outros sintomas que não definem a assexualidade. Há também uma população significativa que não entende ou não acredita na assexualidade, o que aumenta a importância dessas organizações para informar a população em geral; entretanto, devido à falta de fatos científicos sobre o assunto, o que esses grupos promovem como informação muitas vezes é questionado.
Em 29 de junho de 2014, a AVEN organizou a segunda Conferência Internacional de Assexualidade, como um evento afiliado da WorldPride em Toronto. O primeiro foi realizado no World Pride 2012, em Londres. O segundo evento, que contou com a presença de cerca de 250 pessoas, foi o maior encontro de assexuais até hoje. A conferência incluiu apresentações, discussões e workshops sobre tópicos como pesquisa sobre assexualidade, relações assexuais e identidades cruzadas.

### Símbolos
Em 2009, os membros do AVEN participaram da primeira entrada assexual em uma parada do orgulho LGBT americana quando caminharam na San Francisco Pride. Em agosto de 2010, após um período de debate sobre ter uma bandeira assexual e como estabelecer um sistema para criá-la, e contatar o maior número possível de comunidades assexual, uma bandeira foi anunciada como a bandeira do orgulho assexual por uma das equipes envolvidas. A bandeira final era uma candidata popular e já havia sido usada em fóruns online fora da AVEN. A votação final foi realizada em um sistema de pesquisa fora da AVEN, onde os principais esforços de criação da bandeira foram organizados. As cores das bandeiras têm sido usadas em obras de arte e referenciadas em artigos sobre assexualidade. A bandeira consiste em quatro listras horizontais: preto, cinza, branco e roxo de cima para baixo. A listra preta representa a assexualidade, a listra cinza representa a área cinza entre sexual e assexual, listra branca representa a sexualidade e a listra roxa representa a comunidade.

### Semana Ace
A Semana Ace (anteriormente Semana de Conscientização Assexual) ocorre na última semana inteira de outubro. É um período de conscientização que foi criado para celebrar e trazer a consciência para a assexualidade (incluindo a assexualidade cinza). Foi fundada por Sara Beth Brooks em 2010.

### Dia Internacional da Assexualidade
O Dia Internacional da Assexualidade (em inglês, IAD) é uma celebração anual da comunidade assexual que ocorre em 6 de abril. A intenção do dia é “colocar uma ênfase especial na comunidade internacional, indo além da esfera anglófona e ocidental que até agora teve maior cobertura”. Um comitê internacional passou pouco menos de um ano preparando o evento, além de publicar um site e materiais para a imprensa. Este comitê estabeleceu a data de 6 de abril para evitar confronto com o maior número possível de datas significativas em todo o mundo, embora esta data esteja sujeita a revisão e possa mudar nos anos futuros.
O primeiro Dia Internacional da Assexualidade foi celebrado em 2021 e envolveu organizações assexuais de pelo menos 26 países diferentes. As atividades incluíram encontros virtuais, programas de defesa tanto online quanto offline, e o compartilhamento de histórias em várias formas de arte.

## Religião
Estudos não encontraram correlação estatística significativa entre religião e assexualidade, com a assexualidade ocorrendo com igual prevalência em indivíduos religiosos e não religiosos. No entanto, a assexualidade não é incomum entre o clero celibatário, uma vez que outros são mais propensos a ser desencorajados por votos de castidade. No estudo de Aicken, Mercer e Cassell, uma proporção maior de muçulmanos do que cristãos relatou  que não experimentou qualquer forma de atração sexual.
Por causa da aplicação relativamente recente do termo assexualidade, a maioria das religiões não tem posições claras sobre isso. Em Mateus 19:11-12, Jesus menciona "Porque há eunucos que nasceram assim, e há eunucos que foram feitos eunucos por outros - e há aqueles que optam por viver como eunucos por causa do reino dos céus." Algumas exegeses bíblicas interpretaram os "eunucos que nasceram assim" como incluindo assexuais.
O Cristianismo tradicionalmente reverencia o celibato (que não é o mesmo que assexualidade); o apóstolo Paulo, escrevendo como um celibatário, foi descrito por alguns escritores como assexual. Ele escreve em 1 Coríntios 7:6-9.
Gostaria que todos os homens fossem como eu. Mas cada homem tem seu próprio dom de Deus; um tem esse dom, outro tem isso. Agora, aos solteiros e às viúvas, digo: É bom que permaneçam solteiros, como eu. Mas, se não conseguem se controlar, devem se casar, pois é melhor casar do que arder de paixão.

## Discriminação e proteções legais

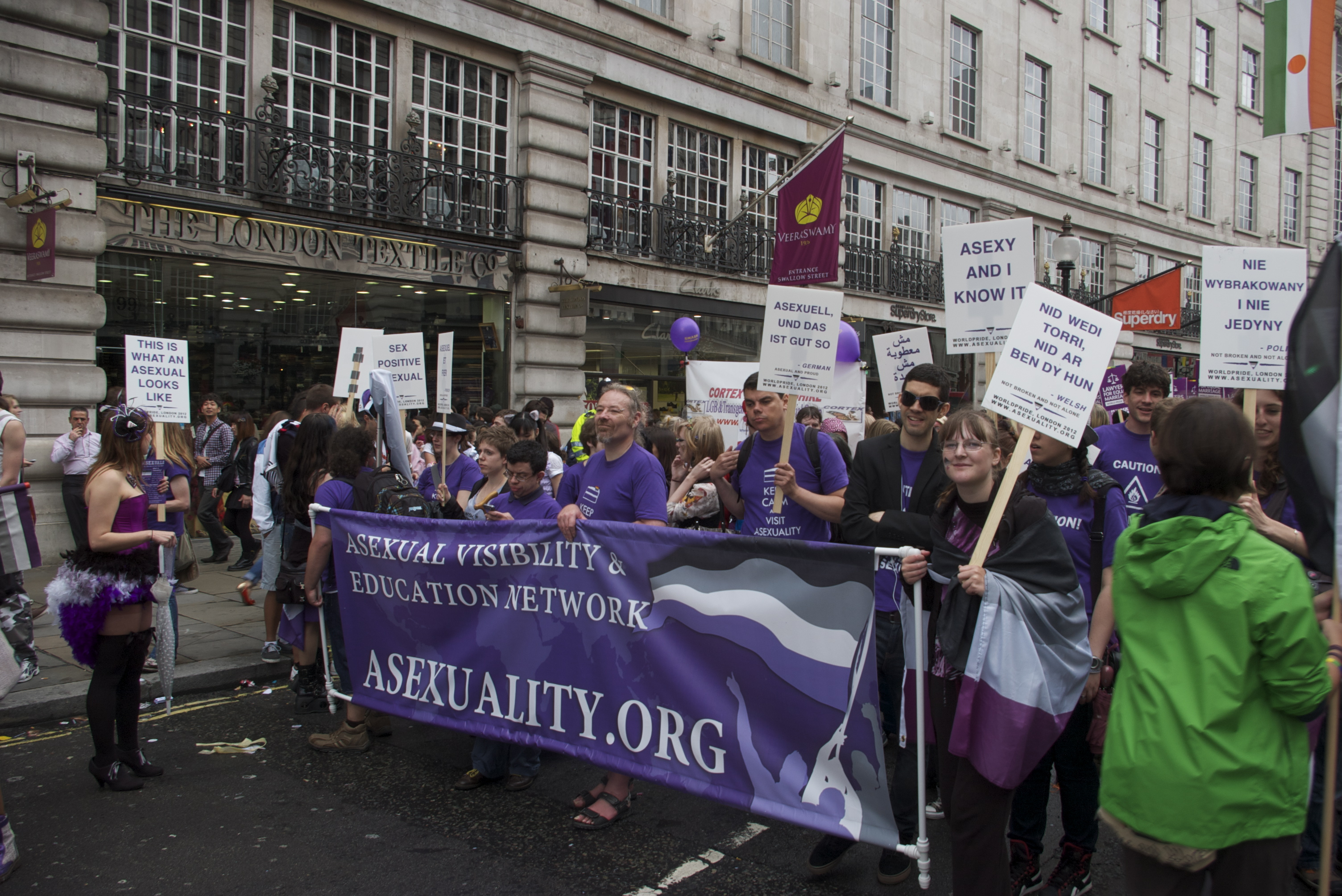
Assexuais marchando em uma parada do orgulho em Londres

Um estudo de 2012 publicado na Group Processes & Intergroup Relations relatou que assexuais são avaliados mais negativamente em termos de preconceito, desumanização e discriminação do que outras minorias sexuais, como gays, lésbicas e bissexuais. Um estudo diferente, entretanto, encontrou poucas evidências de discriminação séria contra assexuais por causa de sua assexualidade. A ativista, autora e blogueira assexual Julie Decker observou que o assédio sexual e a violência, como o estupro corretivo, comumente vitimam a comunidade assexual. O sociólogo Mark Carrigan vê um meio-termo, argumentando que embora os assexuais frequentemente sofram discriminação, não é de natureza fóbica, mas "mais sobre marginalização porque as pessoas genuinamente não entendem a assexualidade".
Assexuais também enfrentam preconceito da comunidade LGBT. Muitas pessoas LGBT presumem que qualquer pessoa que não seja homossexual ou bissexual deve ser heterossexual e frequentemente excluem os assexuais de suas definições de queer. Embora existam muitas organizações conhecidas dedicadas a ajudar as comunidades LGBTQ, essas organizações geralmente não chegam aos assexuais e não fornece materiais de biblioteca sobre assexualidade. Ao se declarar assexual, a ativista Sara Beth Brooks foi informada por muitas pessoas LGBT que os assexuais se enganam em sua autoidentificação e buscam atenção imerecida dentro do movimento de justiça social. Outras organizações LGBT, como The Trevor Project e a National LGBTQ Task Force, incluem explicitamente os assexuais porque não são heterossexuais e podem, portanto, ser incluídos na definição de queer. Algumas organizações agora adicionam um A à sigla LGBTQ para incluir assexuais; entretanto, este ainda é um tópico controverso em algumas organizações queer.
Em algumas jurisdições, os assexuais têm proteção legal. Enquanto o Brasil proíbe desde 1999 qualquer patologização ou tentativa de terapia da reorientação sexual por profissionais de saúde mental por meio do código de ética nacional, o estado americano de Nova Iorque classificou os assexuais como uma classe protegida. No entanto, a assexualidade normalmente não atrai a atenção do público ou um grande escrutínio; portanto, não tem sido objeto de legislação tanto quanto outras orientações sexuais.

## Na mídia

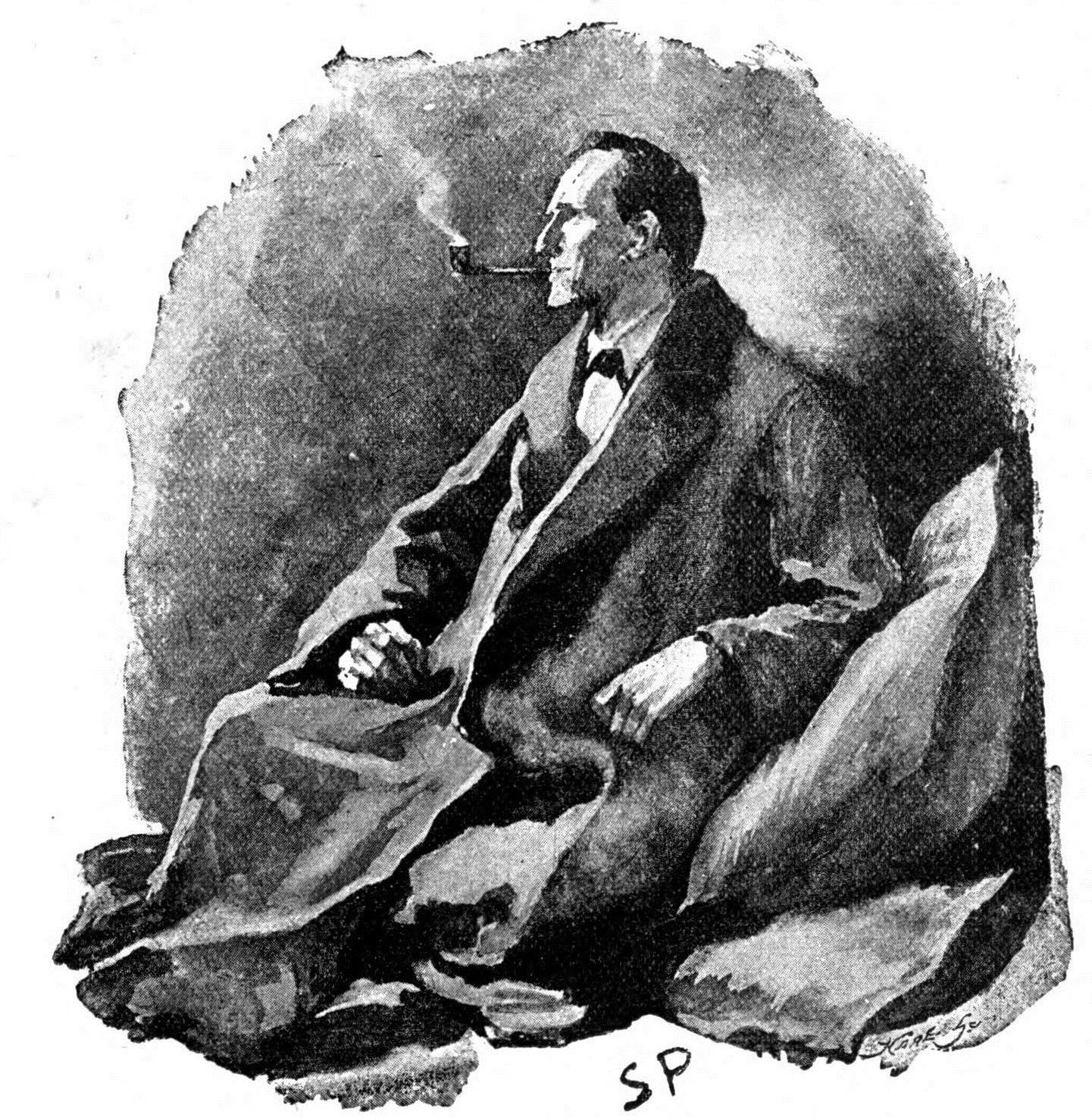
Sir Arthur Conan Doyle intencionalmente retratou seu personagem Sherlock Holmes como o que hoje seria classificado como assexual.

A representação assexual na mídia é limitada e raramente reconhecida ou confirmada abertamente pelos criadores ou autores. Em obras compostas antes do início do século XXI, os personagens geralmente são automaticamente considerados sexuais e a existência da sexualidade de um personagem geralmente nunca é questionada. Sir Arthur Conan Doyle retratou seu personagem Sherlock Holmes como o que hoje seria classificado como assexual,com a intenção de caracterizá-lo como movido exclusivamente pelo intelecto e imune aos desejos da carne.O personagem da Archie Comics, Jughead Jones, provavelmente foi planejado por seus criadores como um contraponto assexual à heterossexualidade de Archie, mas, ao longo dos anos, essa representação mudou, com várias iterações e reinicializações da série, implicando que ele era gay ou heterossexual. Em 2016, ele foi confirmado como assexual nos quadrinhos New Riverdale. Os escritores do programa de televisão Riverdale de 2017, baseado nos quadrinhos do Archie, optaram por retratar Jughead como um heterossexual, apesar dos apelos dos fãs e do ator Cole Sprouse de Jughead para manter a assexualidade e permitir que a comunidade assexual seja representada ao lado das comunidades gays e bissexuais, ambas representadas no show. Essa decisão gerou conversas sobre o apagamento deliberado das assexualidades na mídia e suas consequências, especialmente nos telespectadores mais jovens.
Anthony Bogaert classificou Gilligan, o personagem principal da série de televisão Gilligan's Island, como assexual. Bogaert sugere que os produtores do programa provavelmente o retrataram dessa maneira para torná-lo mais identificável para os jovens espectadores do programa que ainda não haviam atingido a puberdade e, portanto, presumivelmente ainda não experimentaram o desejo sexual. A natureza assexual de Gilligan também permitiu aos produtores orquestrar situações cômicas intencionalmente nas quais Gilligan rejeita os avanços de mulheres atraentes. Filmes e programas de televisão frequentemente apresentam personagens femininas atraentes, mas aparentemente assexuais, que são "convertidas" à heterossexualidade pelo protagonista masculino no final da produção. Essas representações irrealistas refletem uma crença heterossexual masculina de que todas as mulheres assexuais secretamente desejam homens.
A série BoJack Horseman da Netflix revelou no final da terceira temporada que Todd Chavez, um dos personagens principais, é assexual. Isso foi mais elaborado na 4ª temporada da série e tem sido geralmente bem aceito pela comunidade assexual pela representação positiva.